# Kim Johansson (ishockeyspelare född 1988)
Kim Johansson, född 21 januari 1988 i Malmö, är en svensk ishockeyspelare och lagkapten i IK Pantern.